# Volcano High
Pour plus de détails, voir Fiche technique et Distribution.
Volcano High (화산고, Hwasango) est un film sud-coréen réalisé par Kim Tae-Gyun, sorti le 5 décembre 2001.

## Synopsis
Kim Gyeong-Su, jeune étudiant bêta et indiscipliné, est renvoyé pour la 9e fois de son lycée pour avoir usé de ses pouvoirs paranormaux contre un professeur. Décidé à ne plus les utiliser, il se retrouve à « Volcano High School », le lycée de la dernière chance où beaucoup d’élèves possèdent les mêmes facultés extra-sensorielles. À son arrivée, il découvre une ambiance chaotique, des guerres de gangs entre élèves, voire entre profs, et se veut résolument neutre. L'origine de ces conflits provient d’une rumeur persistante sur le fait qu’un élève ou un prof surdoué pourrait déchiffrer un manuscrit mystérieux et serait doté de pouvoirs infinis. Pris à partie par certains élèves, et malgré tout son bon vouloir, Gyeong-Su se voit contraint d’affronter ses ennemis.

## Fiche technique
- Titre : Volcano High
- Titre original : 화산고 (Hwasango)
- Réalisation : Kim Tae-gyun
- Scénario : Kim Tae-Gyun, Park Heon-Su et Seo Dong-Hyeon
- Production : Cha Seung-Jae
- Musique : Park Yeong
- Photographie : Choi Yeong-Taek
- Montage : Ko Im-Pyo
- Pays d'origine : Corée du Sud
- Langue : coréen
- Format : Couleurs - 2,35:1 - Dolby Digital - 35 mm
- Genre : fantastique, action et comédie
- Durée : 121 minutes
- Date de sortie : 5 décembre 2001 (Corée du Sud)

## Distribution
- Jang Hyuk : Kim Gyeong-Su
- Shin Min-Ah : Yu Chae-Yi
- Heo Jun-ho : Professeur Ma
- Kim Su-ro : Jang Ryang
- Kwon Sang-Wu : Song Hak-Rim
- Gong Hyo-jin : So Yo-Seon

## Esthétique
Ce film est remarquable de par son ambiance hallucinée et déjantée, avec une photographie très travaillée, dans le style expressionniste, assez proche du cinéma au temps du muet. Le jeu des acteurs, surtout le héros Kim Gyeong-Su, avec ses mimiques idiotes, est en harmonie avec ce parti pris artistique courageux et sympathique.
En plus de la version originale sous-titrée, il existe une version française parlée. Toutefois, cette version française parlée est d'une traduction sensiblement éloignée du texte coréen original. Elle tend à donner une impression très différente de l'original, et modifie substantiellement les caractères des personnages, ainsi que quelques éléments mineurs de l'histoire. La version originale sous-titrée en Français suit plus fidèlement l'histoire originale, et montre des personnages de caractère plus authentique. Elle permet de mieux saisir les relations qui s'établissent entre chacun d'entre eux.